# Hotel Comercial
El Hotel Comercial, más tarde conocido como el Hotel Hart y Hotel Flomaton, fue un hotel histórico ubicado en Flomaton, Alabama, Estados Unidos.

## Historia
El Hotel Flomaton también fue significativo por sus asociaciones con el crecimiento y desarrollo comercial en Flomaton, Alabama. La construcción del hotel en 1904-05 (entonces conocido como The Commercial Hotel) fue una empresa para reubicar negocios cerca del depósito con la esperanza de aprovechar directamente el tráfico de pasajeros y tripulaciones del ferrocarril. Uno de los primeros y más exitosos hoteles de la ciudad, el Hotel Flomaton dependió del tráfico ferroviario de pasajeros hasta la década de 1930. A principios y mediados de la adolescencia, el hotel se destacó como un escondite favorito para los recién casados y las tranquilas vacaciones familiares. En la década de 1920, con una nueva administración y un nuevo nombre (The Hotel Hart), el hotel ganó una buena reputación por sus excelentes "complementos", atrayendo a los ricos de Pensacola a Flomaton para la cena del domingo y un viaje en tren de cincuenta millas. La depresión de la década de 1930 y la llegada del automóvil retrasaron el patrocinio del tren de pasajeros, así como el negocio del hotel; sin embargo, durante la Segunda Guerra Mundial, el hotel fue frecuentado en gran medida por militares que esperaban conexiones de tren a puertos de ultramar. Una vez más bajo una nueva administración y ganando otro nombre (El Hotel Flomaton), el carácter y el patrocinio del hotel cambiaron a los típicos de "hoteles residenciales", alojando principalmente a los empleados de las compañías petroleras locales. El propietario planeó restaurar el hotel como casa de huéspedes, apuntando al patrocinio de aficionados a las antigüedades atraídos por las subastas locales.
El hotel fue destruido por un incendio a finales de 1986. Ha sido reemplazada por una iglesia local.

## Descripción
La estructura de madera de dos pisos se construyó entre 1904 y 1905 bajo el estilo Reina Ana. Tenía una base de muelle de ladrillo. Los patrones de tejas de escamas de pescado decoraban el frente de cada extremo del hastial. La fachada frontal presentaba un porche de ancho completo con columnas neoclásicas. El hotel contenía 18 habitaciones, todas con chimenea. El interior conservó su carpintería original en todo momento. El hotel Flomaton fue importante por sus asociaciones con el crecimiento y desarrollo temprano de Flomaton, Alabama. Inicialmente un cruce ferroviario (Pensacola Junction) que servía como intersección de dos líneas principales; Flomaton fue uno de varios pueblos pequeños que surgieron a lo largo de las líneas del Ferrocarril L & N durante su rápida expansión a partir de 1879. El hotel Flomaton fue uno de los cinco hoteles anteriores a la incorporación de la ciudad en 1908 y sobrevive como el único edificio hotelero de esa época en el condado.